# Victor Sillon
Victor Sillon (* 24. Dezember 1927 in Le Lamentin, Martinique; † 14. Dezember 2021 in Saint-Mandé, Département Val-de-Marne) war ein französischer Leichtathlet.

## Leben
Victor Sillon wurde 1947 erstmals französischer Meister im Stabhochsprung. Bei den Olympischen Spielen 1948 in London belegte er im Stabhochsprungwettkampf den 9. Platz. Zwei Jahre später wurde er Vierter bei den Europameisterschaften in Brüssel. Mit Gold im Stabhochsprung und Silber im Dreisprung gewann Sillon seine ersten internationalen Medaillen bei den Mittelmeerspielen 1951. Bei der gleichen Veranstaltung 1955 folgte Bronze im Stabhochsprung.
Nachdem er bei den Olympischen Sommerspielen 1956 im Stabhochsprungwettkampf keine Wertung erzielen konnte, belegte er vier Jahre später bei den Olympischen Spielen in Rom den 18. Rang. Bei den Europameisterschaften 1958 belegte er den 15. Platz.
Sillon nahm an 54 Länderkämpfen für Frankreich teil und wurde insgesamt acht Mal französischer Meister im Stabhochsprung (1947, 1948, 1949, 1950, 1951, 1954, 1956, 1958). Zudem stellte er 1948 (4,09 m) und 1960 (4,41 m) einen französischen Rekord im Stabhochsprung auf.